# Yevhen Kochovy
Yevhen Viktorovytch Kochovy (en ukrainien : Євген Вікторович Кошовий, en russe : Евгений Викторович Кошевой, Ievgueni Viktorovitch Kochevoï), né le 7 avril 1983 à Kivcharivka (oblast de Kharkiv, RSS d'Ukraine), est un présentateur de télévision, humoriste et acteur ukrainien.

## Biographie

### Jeunesse
Yevhen Kochovy est né dans la famille d'un ouvrier et d'une enseignante de maternelle. En 1989, la famille déménage à Altchevsk dans l'oblast de Louhansk. Kochovy est diplômé de la faculté d'art dramatique du Collège de la culture de Louhansk. De plus, il étudie le saxophone en école de musique.

### Carrière
Kochovy, issu de l'équipe de KVN « Va-Bank » de Louhansk, intègre le Studio Kvartal 95 en 2004. À partir de 2005, il participe aux émissions Quartier du soir (Вечерний квартал). Il est co-animateur de l'émission de divertissement du dimanche matin Debout l'Ukraine ! (Украина, вставай!) sur la chaîne de télévision « Inter ». À partir de 2012, il est juge de l'émission Amuse le comique (Рассмеши комика). En 2017, il devient membre du jury de la Ligue du Rire (Лига смеха).
Il joue dans la série Serviteur du peuple, aux côtés de Volodymyr Zelensky. En 2019, il devient l'animateur de la Ligue du rire, en remplacement de Volodymyr Zelensky, qui a démissionné après avoir été élu président de l'Ukraine.

## Filmographie
- 2012 : Rjevski contre Napoléon : Levcha
- 2015 : Serviteur du peuple : Serhii Viktorovytch Moukhine, ministre des Affaires étrangères
- 2017 : Serviteur du peuple 2 : Serhii Viktorovytch Moukhine, ministre des Affaires étrangères